# Pediobius dolichops
Pediobius dolichops är en stekelart som beskrevs av Christer Hansson 2002. Pediobius dolichops ingår i släktet Pediobius och familjen finglanssteklar.
Artens utbredningsområde är:
- Costa Rica.
- Dominikanska republiken.

Inga underarter finns listade i Catalogue of Life.